# Bandiera delle Filippine
La bandiera delle Filippine presenta un sole ad otto raggi maggiori, sedici minori e tre stelle, tutti in oro, su un triangolo equilatero bianco posto sul lato verso l'asta. La metà superiore dell'area rimanente è blu, mentre quella inferiore è rossa. Le proporzioni della bandiera sono 1:2.

## Storia e significati del vessillo
La bandiera fu concettualizzata per la prima volta nel 1897 da Emilio Aguinaldo. La prima bandiera fu cucita a Hong Kong da Marcela de Agoncillo, sua sorella Lorenza e Josefina Herbosa de Natividad, nipote di José Rizal. (Secondo altre fonti il nome della nipote era Delfina Herbosa de Natividad.)
Secondo la Dichiarazione di indipendenza delle Filippine del 12 giugno 1898, il triangolo bianco è l'emblema distintivo del Katipunan, che tramite il suo tributo di sangue ispirò il popolo delle Filippine a sollevarsi nella rivoluzione. Le tre stelle rappresentano i tre gruppi di isole della nazione: Luzon, Visayas e Mindanao, anche se nella dichiarazione di indipendenza una delle tre stelle rappresentava in origine l'isola di Panay invece che le Visayas. Entrambe le raffigurazioni rappresentano la stessa idea: l'unione di popoli e culture separate in una nazione. Gli otto raggi di sole rappresentano le prime otto province (Manila, Cavite, Bulacan, Pampanga, Nueva Ecija, Tarlac, Laguna e Batangas) che si ribellarono al dominio spagnolo.
Mentre nel XXI secolo molte persone pensano a Manila come ad una città, l'aggiunta di Manila a questo raggruppamento è storicamente appurata, in quanto, nel 1898, Manila e i suoi sobborghi erano amministrati come una provincia indipendente. Questa provincia è conosciuta come Regione Capitale Nazionale.
I significati dei colori, rosso, bianco e blu, vengono descritti come segue: il triangolo bianco rappresenta l'uguaglianza e la fratellanza, il blu sta per pace, verità e giustizia e il rosso per patriottismo e valore. Comunque, l'originale dichiarazione di indipendenza dichiarava che i tre colori erano ispirati alla bandiera statunitense, come manifestazione della gratitudine dei filippini verso gli USA per il loro aiuto contro gli spagnoli.
La particolare tinta di blu usata nella bandiera è stata oggetto di controversia per quasi novant'anni. Dal 1920 al 1985 la tonalità era blu mare, ma il presidente Ferdinand E. Marcos ordinò che venisse cambiata in blu cielo, su consiglio dei circoli storici, per renderla uguale a quella usata nella bandiera cubana, che era vista come un alleato contro la Spagna. A causa di una mancanza di standard e di materiale durante la Guerra filippino-americana, i sostenitori della tonalità blu mare e quelli della tonalità blu cielo hanno entrambi prove documentarie che sostengono e contraddicono le argomentazioni di ognuno.
Mentre i documenti rivoluzionari ufficiali documentano chiaramente che la tonalità di blu usata sulla prima bandiera era azul oscura, a quale tonalità esatta faccia riferimento questo termine resterà materia di dibattito per anni a venire. Gli storici concordano che azul oscura è una tonalità più scura del blu cielo, ma più chiara del blu mare.
Allo scopo di far cessare la controversia, la tonalità richiesta è il blu reale, secondo l'Atto della Repubblica N. 8491. Questo atto ha creato controversia tra storici e politici sul fatto che il governo abbia o meno il diritto di alterare il significato originale e storico di questi simboli per motivi di convenienza.
La bandiera filippina può indicare lo stato di guerra: quando la bandiera è rovesciata, ovvero con il rosso in alto (o a sinistra se è esposta verticalmente), significa che le Filippine sono in guerra. La prima volta che venne sventolata in questo modo fu il 4 febbraio 1899, all'inizio delle ostilità della Guerra filippino-americana del 1899-1913.

## Bandiere storiche

Bandiera del Katipunan, primo vessillo rappresentante la nazione filippina (1892-1899)
La bandiera ideata nel 1897 dal generale Emilio Aguinaldo
Bandiera ufficiale della Prima Repubblica filippina (1898-1901)
Retro della bandiera ufficiale della Prima Repubblica filippina (1898-1901)
Bandiera del Commonwealth delle Filippine, sottoposto agli Stati Uniti (1919-1936)
Seconda bandiera del Commonwealth delle Filippine, la più vicina alla versione attuale (1936-1943 e 1945-1946)
Bandiera della Seconda Repubblica filippina, stato fantoccio dell'Impero giapponese (1943-1945)
Prima bandiera filippina dopo l'indipendenza dagli Stati Uniti (1946-1985)
Bandiera filippina in seguito all'ordine esecutivo del 25 Febbraio 1985 (1985-1986)
Bandiera filippina dopo la Rivoluzione del Rosario (1986-1998)